# سيد الشافي (عين ماردة)
سيد الشافي هو دُوَّار يقع بجماعة أغواطيم، إقليم الحوز، جهة مراكش آسفي  في المملكة المغربية. ينتمي الدوّار لمشيخة أغواطيم. يقدر عدد سكانه بـ 140 نسمة حسب الإحصاء الرسمي للسكان والسكنى لسنة 2004.

## روابط خارجية
- البوابة الوطنية للجماعات الترابية نسخة محفوظة 12 مارس 2018 على موقع واي باك مشين.
- المندوبية السامية للتخطيط